# Parasopias
Parasopias (en griego, Παρασωπιὰς) es el nombre de una antigua ciudad griega de Tesalia.
Estrabón señala que formaba parte de los territorios que pertenecían a la región del monte Eta y estaba cerca de Heraclea de Traquinia. El significado de su nombre se debe a que junto a ella fluía el río Asopo. Estrabón también llamaba Parasopia al territorio que se encontraba a lo largo de otro río llamado igualmente Asopo que se encontraba en Beocia.